# 琅琊山
琅琊山，位于安徽省滁州市西南郊，以山水秀丽著称。主峰小丰山，海拔321米，是国家森林公园、国家重点风景名胜区、国家AAAAA级旅游区，安徽省五大风景区之一。主要景点有野芳园、古梅亭、醉翁亭、让泉、洗心亭、琅琊古道、深秀湖、琅琊寺、南天门、会峰阁、同乐园、丰乐亭等。

## 概况
环滁皆山也。其西南诸峰，林壑尤美。望之蔚然而深秀者，琅琊也 。

## 历史
在东晋首都建康（今江苏省南京市）附近，因东晋的开国皇帝元帝司马睿任琅琊王期间曾于此避难而得名。

## 景点

### 醉翁亭
中国四大名亭之首，又被称为天下第一亭。

### 摩崖石刻

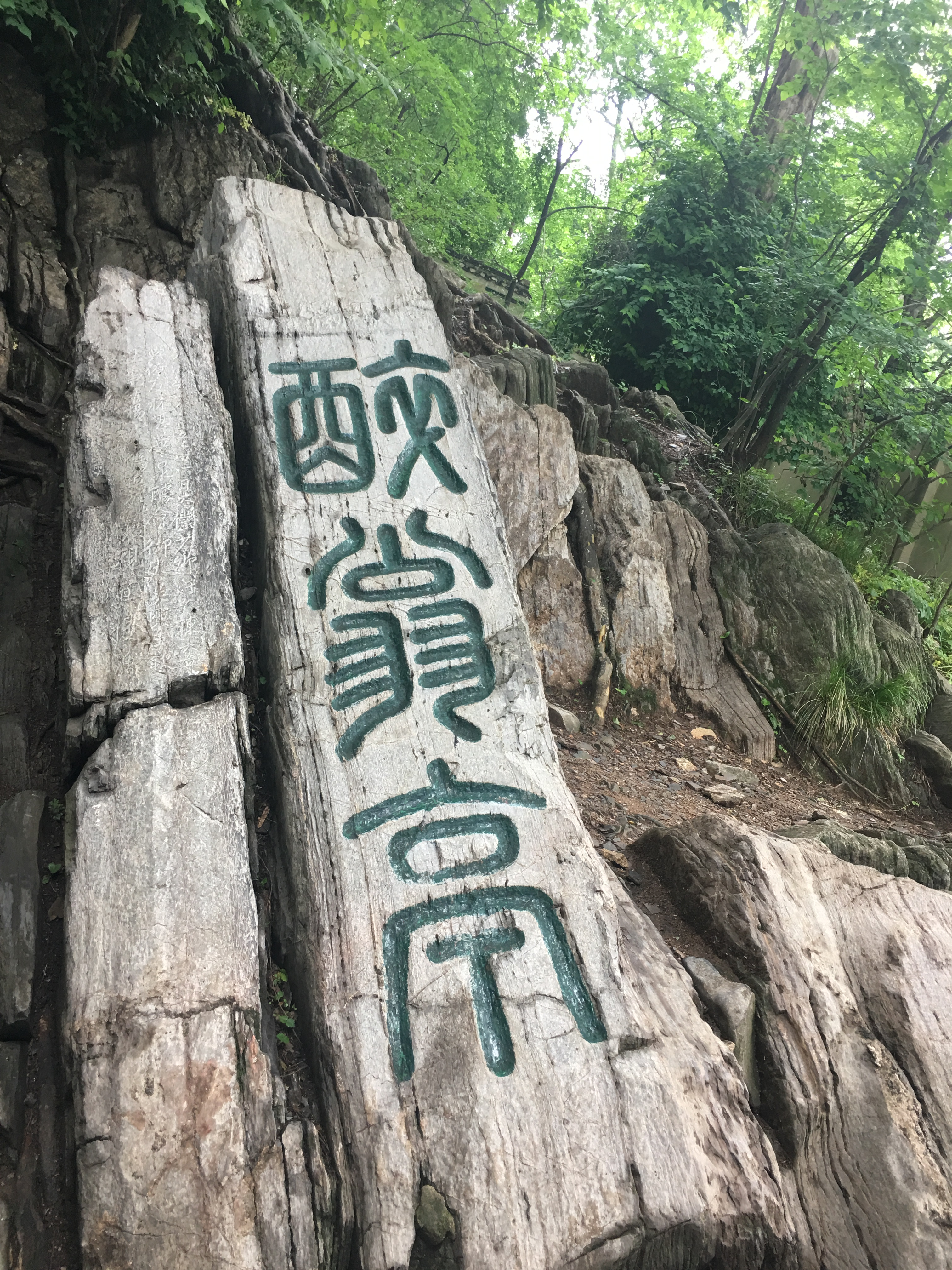
琅琊山摩崖石刻

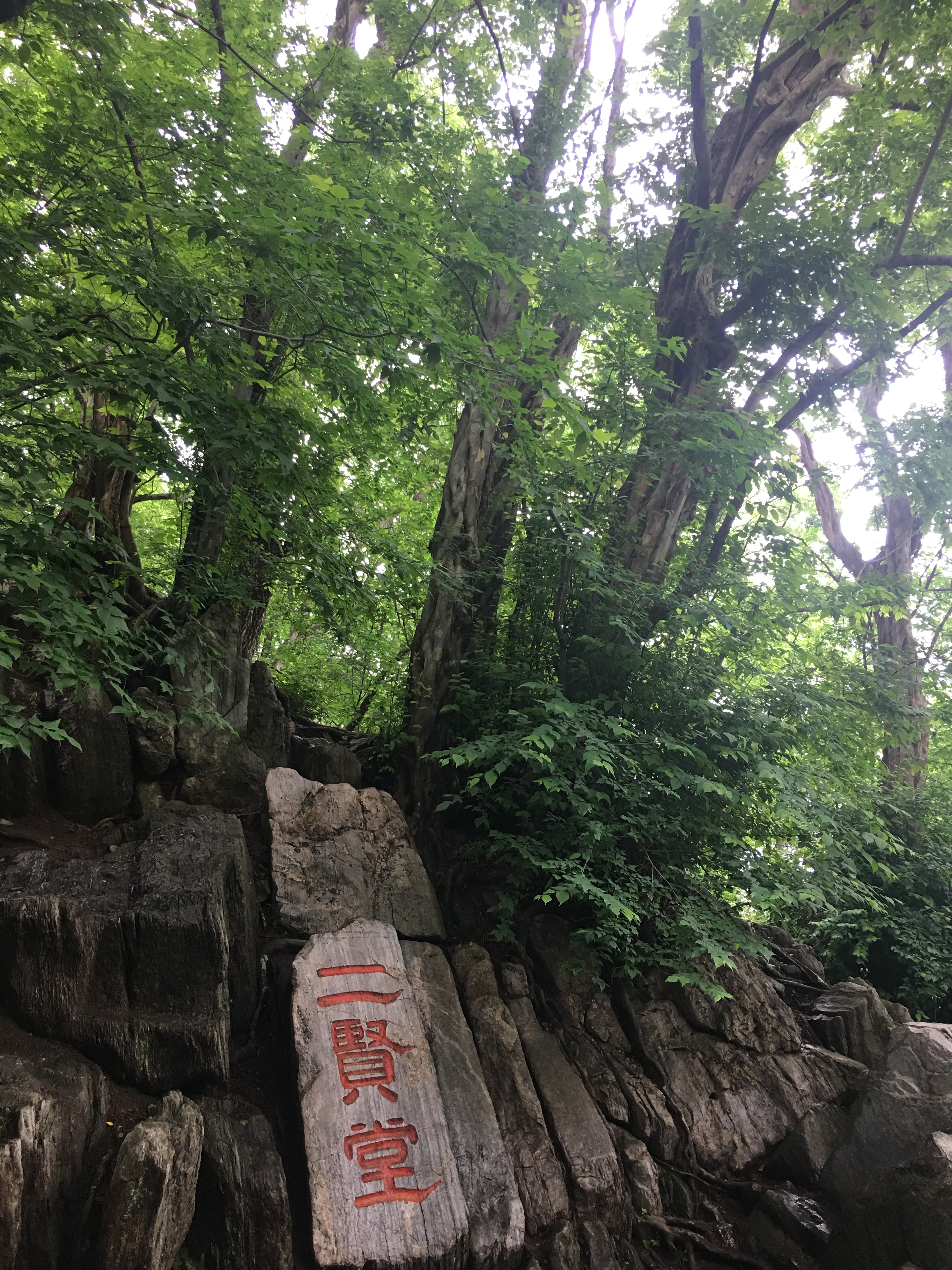
琅琊山摩崖石刻

醉翁亭、丰乐亭及琅琊寺现存有400多方（处）摩崖石刻及碑刻，其中唐代摩崖石刻7处。

### 古梅亭以及欧梅

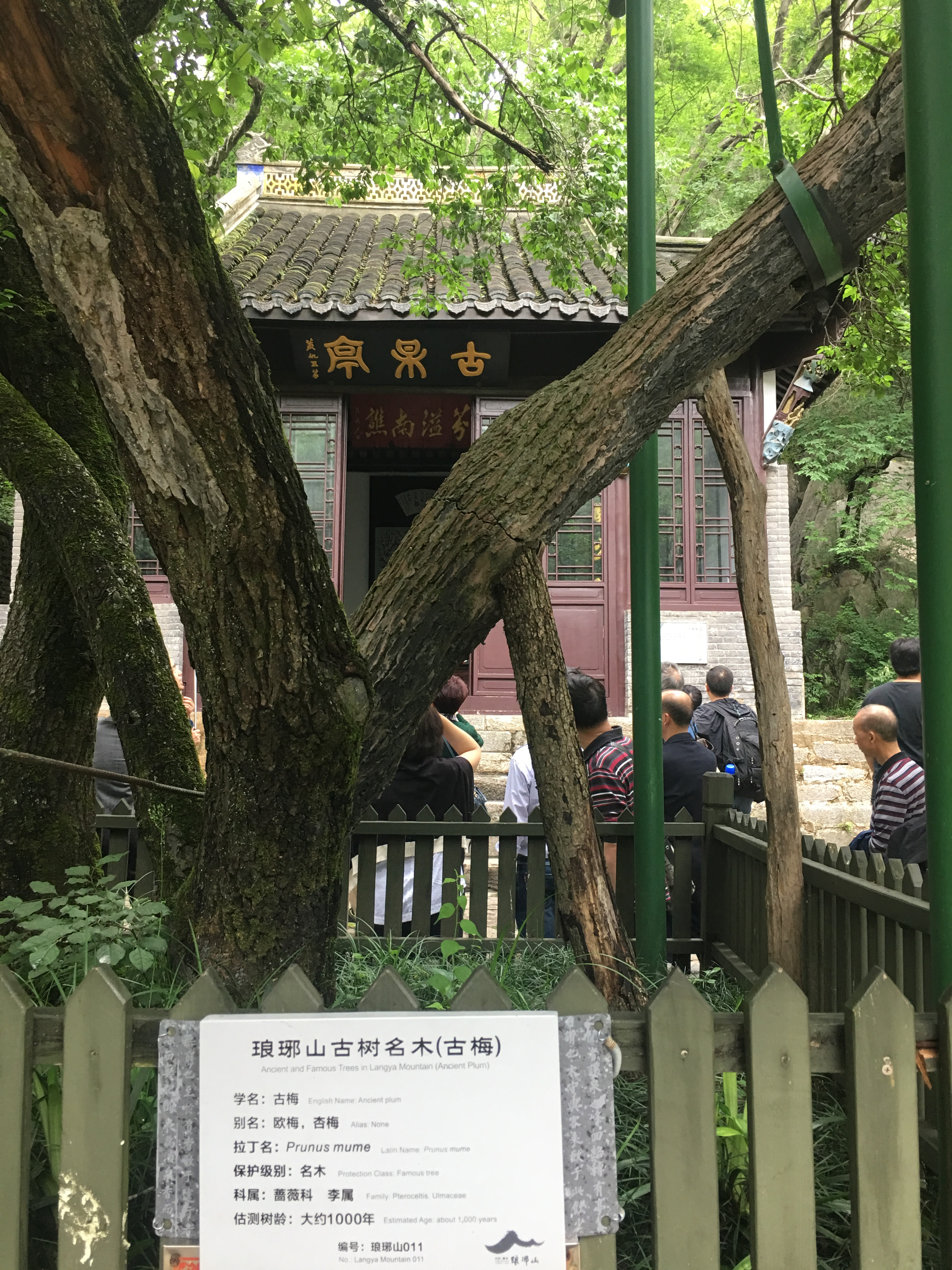
古梅亭

欧梅为欧阳修亲手所植。古梅亭位于欧梅旁，建于明嘉靖年间。

### 丰乐亭

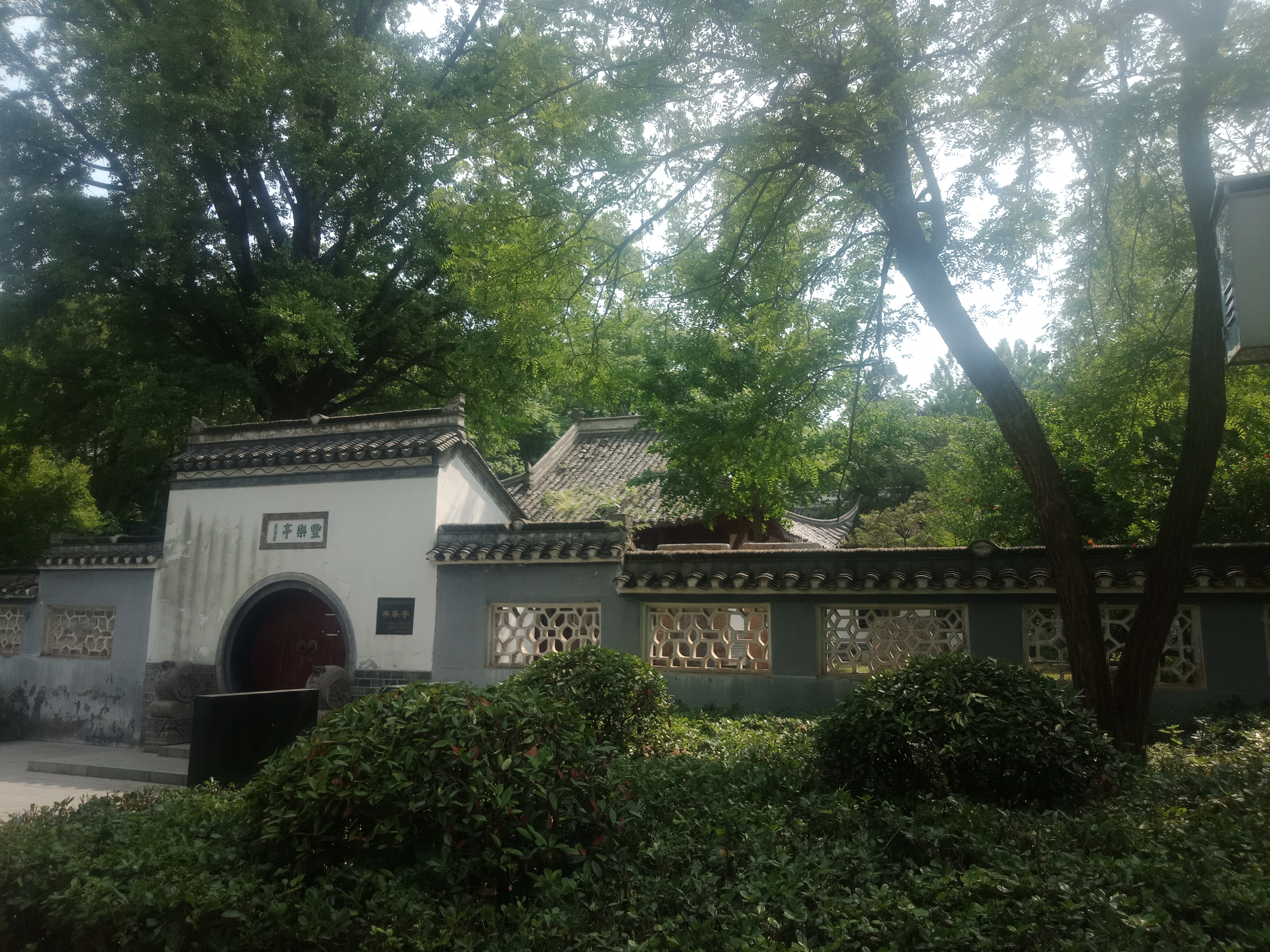
丰乐亭

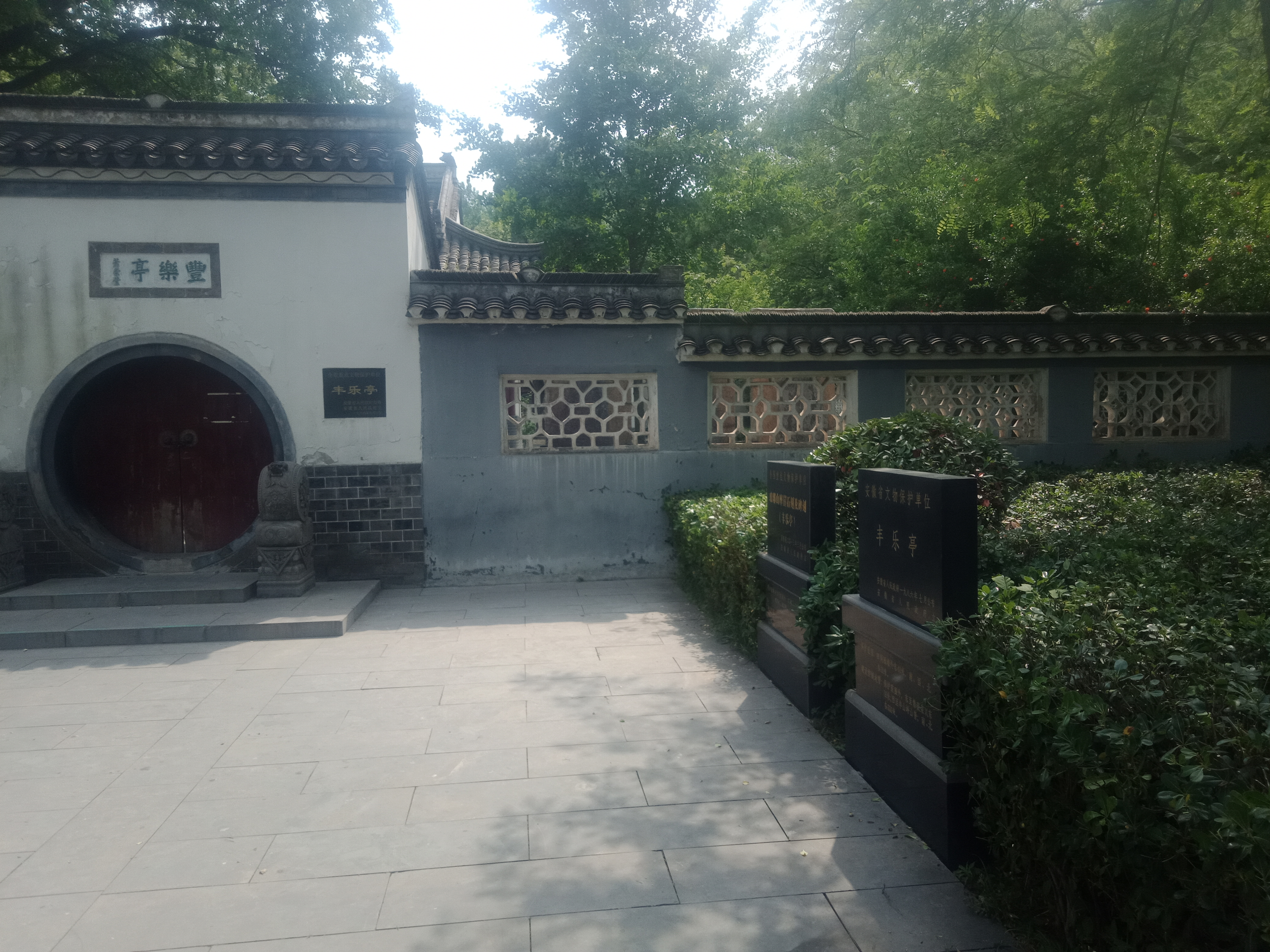
丰乐亭

因欧阳修丰乐亭记而出名，自2019年免费对外开放。
目前由于丰乐亭和南京太仆寺景区打通，丰乐亭入口关闭，需由南京太仆寺入口购票进入。

## 延伸阅读
[在维基数据编辑]
 《钦定古今图书集成·方舆汇编·山川典·琅琊山部》，出自陈梦雷《古今圖書集成》